# Маленькая Германия
Маленькая Германия (англ. Little Germany), Кля́йндо́йчланд (нем. Kleindeutschland) — бывший немецкий иммигрантский район в окрестностях нынешних Нижнего Ист-Сайда и Ист-Виллиджа в боро Манхэттен в Нью-Йорке. Как этнический район Маленькая Германия сложилась в 1840-х годах, однако к концу XIX века доля немецкого населения начала снижаться. В 1904 году произошла катастрофа парохода «Генерал Слокам», в которой погибло свыше тысячи человек — в основном жителей Маленькой Германии. От этого удара район оправиться не смог и фактически утратил этническую идентичность.

## Рост
Начиная с 1840-х годов немалое количество немецких иммигрантов, въезжающих в Соединенные Штаты, селилось в Маленькой Германии. Так, только в 1850-х годах через Нью-Йорк прошло 800 000 немцев. К 1855 году размер немецкоязычного населения в Нью-Йорке занимал третье место среди всех остальных городов мира, после Берлина и Вены:745. Немецкие иммигранты отличались от других тем, что они, как правило, были более образованными и имели навыки в востребованных ремёслах. Так, более половины пекарей и столяров, делавших высококлассную мебель, были немцами; многие немцы также работали в строительном бизнесе. Йозеф Ведемайер, Освальд Оттендорфер и Фридрих Зорге сыграли важную роль в росте профсоюзов; многие немцы и их ферайны (немецко-американские клубы) также часто были политически активными. Освальд Оттендорфер, который был владельцем-редактором Staats-Zeitung, крупнейшей немецкоязычной газеты в Нью-Йорке, был одним из самых богатых и влиятельных американцев немецкого происхождения в городе. Он также стал лидером нового политического движения:148, которое помогло в 1861 году переизбраться мэру Фернандо Вуду и получить это кресло в 1863 году Чарльзу Гантеру:506.
В те времена немцы имели склонность к более тесному сожительству, чем представители других этнических групп, таких как ирландцы; более того, выходцы из разных немецких государств предпочитали жить по отдельности друг от друга:29, 37–39. Например, ганноверцы проживали фактически в своём собственном «Маленьком Ганновере», а баварцы селились там, где пруссаков было меньше всего:37.
- Городские достопримечательности — историческое наследие Маленькой Германии
- Шеффель-Холл на Третьей авеню, достопримечательность с 1997 года
- Слева — бывшая бесплатная библиотека и читальный зал (ныне филиал Нью-Йоркской публичной библиотеки); справа — бывший диспансер (ныне поликлиника) на Второй авеню
- Бывшее Немецко-американское стрелковое общество в Ист-Виллидже

К 1845 году Маленькая Германия уже была крупнейшим немецко-американским кварталом в Нью-Йорке; к 1855 году немецкое население увеличилось более чем в четыре раза, и к началу XX века здесь проживало почти 50 000 человек. Этот район со временем расширился и впоследствии стал известен как еврейский Нижний Ист-Сайд:29, 30. Томпкинс-сквер-парк в нейборхуде, известном ныне под названием Алфабет-Сити, был важным общественным пространством, которое немцы называли Вайссе-Гартен (нем. Weiße Garten; дословно — «белый сад»):35. Здесь находились пивные, спортивные клубы, библиотеки, хоры, стрелковые клубы, немецкие театры, школы, церкви и синагоги. В районе насчитывалось большое количество фабрик и небольших мастерских:36:

В начале [18]70-х, после десятилетия непрерывно нараставшей иммиграции, Кляйндойчланд был в своём полном расцвете. Кляйндойчланд, или Датчтаун, как его называли ирландцы, состоял из 400 кварталов, образованных около шестью авеню и сорока улицами. Томпкинс-сквер являл собой, можно сказать, центр. Авеню B, порой называемая немецким Бродвеем, была торговой артерией. На каждом цоколе была мастерская, все первые этажи были заняты под магазины, а на частично крытых тротуарах располагались продуктовые рынки всех сортов. Авеню A была улицей пивных, устричных салунов и бакалей. Западной границей была Бауэри (далее на запад всё было совершенно иноязычным), но район был местом увеселения и праздного шатания. В нём были доступны все артистические прихоти: от классической драмы до кукольных комедий.
Оригинальный текст (англ.)At the beginning of the '70s, after a decade of continuously rising immigration, Kleindeutschland was in its fullest bloom. Kleindeutschland, called Dutchtown by the Irish, consisted of 400 blocks formed by some six avenues and nearly forty streets. Tompkins Square formed pretty much the center. Avenue B, occasionally called the German Broadway, was the commercial artery. Each basement was a workshop, every first floor was a store, and the partially roofed sidewalks were markets for goods of all sorts. Avenue A was the street for beer halls, oyster saloons and groceries. The Bowery was the western border (anything further west was totally foreign), but it was also the amusement and loafing district. There all the artistic treats, from classical drama to puppet comedies, were available.

## Катастрофа «Генерала Слокама»
15 июня 1904 года Евангелическо-лютеранская церковь св. Марка организовала свой 17-й ежегодный пикник в честь окончания учебного года. Большое круизное судно «Генерал Слокам» было зафрахтовано для круиза по проливу Ист-Ривер к месту пикника на Лонг-Айленде. В нём приняли участие более 1300 пассажиров, в основном женщины и дети. Вскоре после отъезда в отсеке в передней части судна начался пожар. Хотя корабль был оснащен спасательными шлюпками и спасжилетами, они были в аварийном состоянии. Недостаток средств спасения, усугубляемый плохим руководством капитана Уильяма Ван Шайка (англ. William Van Schaick), привёл к гибели 1021 пассажира.
Хотя в результате катастрофы погиб только один процент населения Маленькой Германии, погибшие были членами самых авторитетных семей и составляли социальное ядро общины. Некоторые жители, потерявшие своих близких, покончили с собой. Масштабы бедствия повлекли за собой непоправимые последствия для прихода св. Марка. Катастрофа «Генерала Слокама» и возникшие вскоре антигерманские настроения на фоне Первой мировой войны привели к окончательному исчезновению Маленькой Германии как этнического района. Капитану Ван Шайку в конечном итоге не было предъявлено обвинение в непредумышленном убийстве; он был осуждён лишь за ненадлежащее обеспечение безопасности пассажиров, за что получил десять лет тюрьмы:192.

## Исчезновение
Катастрофа «Генерала Слокама» стала непоправимым ударом для Маленькой Германии. Однако район начал сокращаться как по населению, так и по площади за десятилетия до этого события. Ближе к концу XIX века, между 1870 и 1900 годами, немецкие американцы второго поколения начали покидать Маленькую Германию, чтобы переселиться в Бруклин, в частности в Уильямсбург, или выше на Манхэттене в Йорквилле. В то же время немцев в городе начали теснить новые волны иммигрантов: ирландцев, русских, евреев из Восточной Европы, говорящих на идише, и итальянцев:1111, 1115, 1117. Кроме того, новые иммигранты привнесли в район свои культурные особенности, и в итоге Кляйндочланд начал преобразовываться в Нижний Ист-Сайд:1117. Катастрофа «Генерала Слокама» драматическим образом ускорила процесс распада идентичности немецкого района.

## Комментарии
1. ↑  англ. Dutchtown — дословно «Голландский городок».